# Djarthia murgonensis
Djarthia murgonensis è un mammifero marsupiale estinto, appartenente agli Australidelphia. Visse tra il Paleocene superiore e l'Eocene inferiore (circa 55 milioni di anni fa) e i suoi resti fossili sono stati ritrovati in Australia. È considerato il più antico marsupiale australiano.

## Descrizione
Questo animale è noto solo grazie a frammenti fossili comprendenti un molare isolato, frammenti di mascella e mandibola, una coclea e un osso tarsale; è quindi impossibile effettuare una ricostruzione dell'animale, che doveva comunque essere della taglia di un ratto. I denti di Djarthia erano molto simili a quelli dei didelfidi del Nuovo Mondo, come gli opossum. I molari possedevano una piattaforma stilare più ampia e cuspidi stilari più grandi rispetto a quelle dei molari dei microbioteri. 

## Classificazione

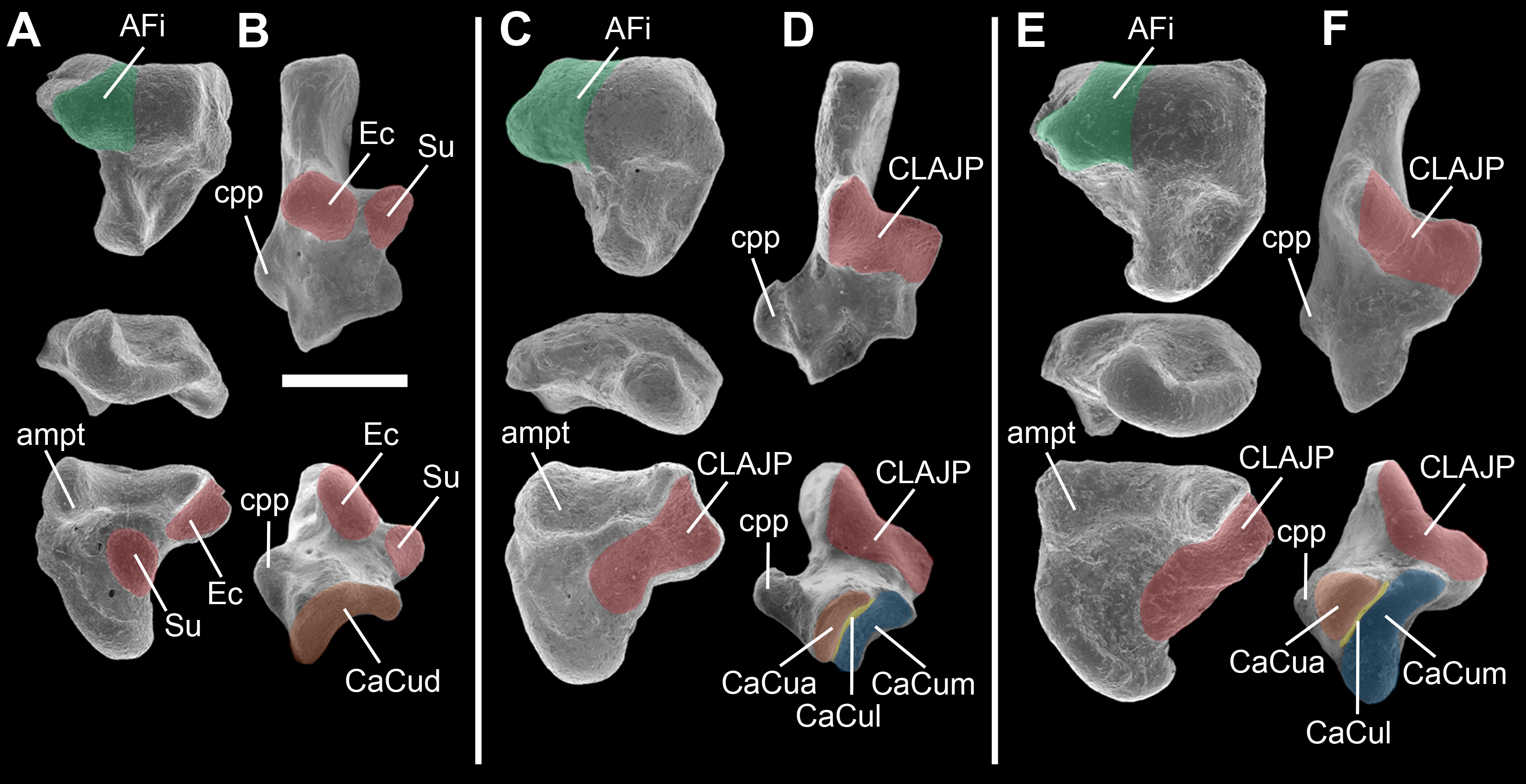
Comparazione tra ossa tarsali isolate di Djarthia murgonensis con quelle di un marsupiale australidelfo attuale e un marsupiale non-australidelfo ("ameridelfo") attuale

I fossili di Djarthia murgonensis vennero descritti per la prima volta nel 1999, e vennero ritrovati nel sito fossile di Murgon (Queensland sudorientale). Questo animale è il più antico marsupiale australiano descritto; risulterebbe talmente antico e poco specializzato da essere posto vicino all'antenato di tutti gli altri marsupiali australiani. Suggerirebbe inoltre un'origine degli australidelfi a partire da antenati didelfoidi simili a opossum.